# Diaea rohani
Diaea rohani är en spindelart som beskrevs av Fage 1923. Diaea rohani ingår i släktet Diaea och familjen krabbspindlar.
Artens utbredningsområde är Angola. Inga underarter finns listade i Catalogue of Life.